# The Invention of Lying
Pour plus de détails, voir Fiche technique et Distribution.
The Invention of Lying, ou L'Invention du mensonge au Québec, est un film américain réalisé par Ricky Gervais et Matthew Robinson, sorti en 2009.

## Synopsis
Dans un monde où tout le monde dit la vérité, rien que la vérité, et où le mensonge et l'hypocrisie n'existent pas et sont même impensables, Mark Bellison, un homme qui vient de perdre son travail et est pratiquement à sec, décide de mentir pour se ressaisir financièrement, mais ses ennuis ne font que commencer...

## Fiche technique
- Titre original et français : The Invention of Lying
- Titre québécois : L'Invention du mensonge
- Autres titres : Mytho-Man! (titre du DVD en France)
- Réalisation et scénario : Ricky Gervais, Matthew Robinson
- Musique : Tim Atack
- Direction de la photographie : Tim Suhrstedt (en)
- Montage : Chris Gill
- Des décors : Alec Hammond
- Direction artistique : Priscilla Elliott
- Costumes : Susie DeSanto
- Sociétés de production : Radar Pictures, Media Rights Capital, Lynda Obst Productions, Lin Pictures et Wintergreen Productions
- Sociétés de distribution : Warner Bros. (États-Unis, Canada) ; Universal Pictures (France)
- Budget : 18,5 millions de dollars[2]
- Pays de production :  États-Unis
- Langue originale : anglais
- Durée : 99 minutes
- Genre : comédie, romance
- Dates de sortie :
  - États-Unis et Royaume-Uni : 2 octobre 2009
  - France : 28 avril 2010

## Distribution
- Ricky Gervais (VF : Pierre Laurent et VQ : Tristan Harvey) : Mark Bellison
- Jennifer Garner (VF : Laura Blanc et VQ : Aline Pinsonneault) : Anna McDoogles
- Jonah Hill (VF : Guillaume Bouchède et VQ : Olivier Visentin) : Frank
- Louis C.K. (VF : Pascal Montségur et VQ : Thiéry Dubé) : Greg
- Jeffrey Tambor (VF : Jean-Jacques Moreau et VQ : Jacques Lavallée) : Anthony
- Fionnula Flanagan (VF : Colette Vehnard et VQ : Élizabeth Lesieur) : Martha Bellison
- Rob Lowe (VF : Bruno Choël et VQ : Gilbert Lachance) : Brad Kessler
- Tina Fey (VF : Anneliese Fromont et VQ : Mélanie Laberge) : Shelley
- Donna Sorbello (VF : Frédérique Cantrel et VQ : Mélanie Laberge) : Mère d'Anna
- Stephanie March : Blonde
- Ruben Santiago-Hudson : Concierge
- John Hodgman : Marieur
- Nathan Corddry : Journaliste
- Jason Bateman : Le docteur
- Jimmi Simpson (VF : Patrick Mancini) : Bob
- Philip Seymour Hoffman (VF : Julien Meunier et VQ : François Godin) : Jim le barman (cameo)
- Edward Norton (VF : Damien Boisseau) : Flic (cameo)

- Version française [3]
  - Studio de doublage : Dubbing Brothers
  - Direction artistique : Isabelle Brannens
  - Adaptation : Emmanuel Delilez & Juliette Caron

Source et légende : version française (VF) sur VoxoFilm, version québécoise (VQ)

## Accueil

### Box-office
Le film ne rencontre pas un franc succès commercial, se contentant de 32 679 264 $ de recettes mondiales, dont 18 451 251 $ sur le territoire américain, pour un budget estimé à 18 millions $.
- Box-office  États-Unis : 18 451 251 dollars[2]
- Box-office  France : 7 781 entrées [6]
- Box-office  Mondial : 32 114 412 dollars[2]

## Autour du film
- L'idée du film est venue à Matthew Robinson à partir d'épisodes de La Quatrième Dimension et d'un livre d'Harlan Ellison.
- Bien qu'il eût déjà écrit et réalisé des épisodes de The Office, Ricky Gervais signe ici sa première réalisation pour le cinéma, en collaboration avec Matthew Robinson, avec lequel il coécrit le scénario. L'année suivante, il réalise Cemetery Junction, en collaboration avec son complice de toujours, Stephen Merchant.
- Plusieurs acteurs, comme Tina Fey, Edward Norton, Philip Seymour Hoffman, Jason Bateman, Jonah Hill et Martin Starr font une apparition dans un rôle secondaire ou un caméo.
- Warner Bros. distribue le film en Amérique du Nord, tandis qu'Universal Pictures le distribue à l'international, notamment en France.